# اچ‌ام‌اس ارگونت (۱۸۴۸)
اچ‌ام‌اس ارگونت (۱۸۴۸) (به انگلیسی: HMS Arrogant (1848)) یک کشتی بود که طول آن ۲۰۰ فوت ۰ اینچ (۶۱٫۰ متر) بود. این کشتی در سال ۱۸۴۸ ساخته شد.